# Zsoldos Sándor (politikus)
Zsoldos Sándor (Pécs, 1907. szeptember 6. – Budapest, 1955. február 1.) magyar orvos, egészségügyi miniszter. Elősegítette a közegészségügyi és járványi állomások országos hálózatának kiépítését.

## Életpályája
Zsoldos Sándor tanító és Nagy Erzsébet fia. Orvosi oklevelét a Budapesti Tudományegyetemen szerezte 1931-ben. A második világháború végéig községi orvos, 1949 és 1953 között járási körorvos, majd Somogy megyei főorvos volt. Az egészségügyi miniszter posztját 1953. április 18-tól haláláig, 1955. február 1-ig töltötte be. (Közben 1954-ben a dunai árvíznél árvízvédelmi kormánybiztos volt.)
Felesége Pauló Etelka volt.

## Díjai, elismerései
- Magyar Népköztársaság Érdemrendje (1954)